# افکار عمومی در آمریکا در مورد حمله به عراق

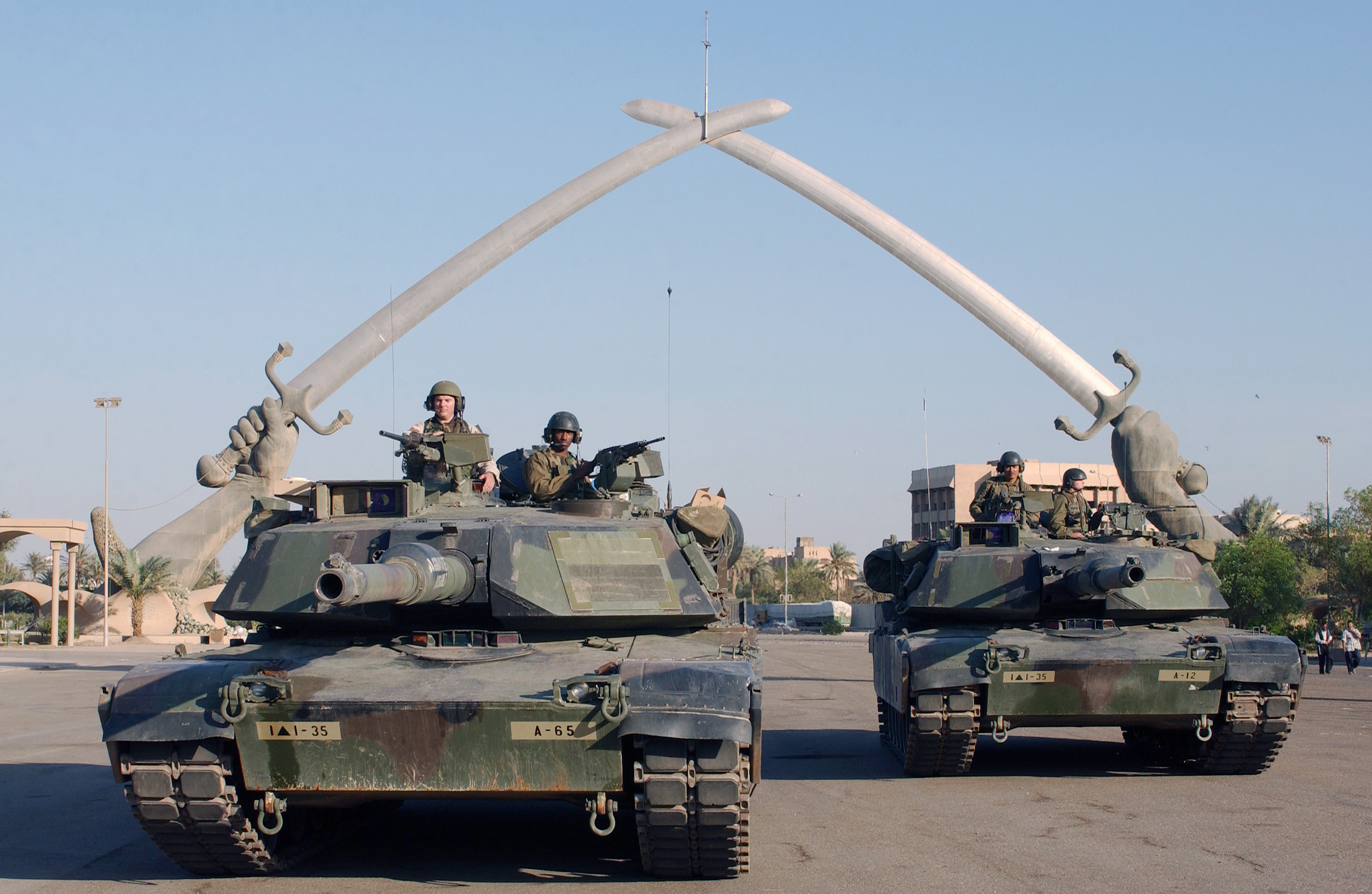
M1A1 آبرامز زیر دستان پیروزی در میدان مراسم، بغداد، عراق عکس می‌گیرد.

نظر مردم ایالات متحده در مورد حمله به عراق از سال‌های قبل از تهاجم به طور قابل توجهی تغییر کرده‌است. به دلایل مختلف که عمدتاً به پیامدهای غیرمنتظره تهاجم و همچنین اطلاعات نادرست ارائه شده توسط مقامات ایالات متحده مربوط می‌شود، دیدگاه مردم ایالات متحده در مورد انتخاب دولت خود برای آغاز حمله به‌طور فزاینده ای منفی است. قبل از تهاجم در مارس ۲۰۰۳، نظرسنجی‌ها نشان می‌داد که ۴۷ تا ۶۰ درصد مردم ایالات متحده از تهاجم، بسته به تأیید سازمان ملل، حمایت می‌کردند. براساس همین نظرسنجی که در آوریل۲۰۰۷ انجام شد، ۵۸درصد از شرکت کنندگان اظهار داشتند که حمله اولیه اشتباه بوده‌است. در می ۲۰۰۷، نیویورک تایمز و سی بی اس نیوز نتایج مشابهی را از نظرسنجی منتشر کردند که در آن ۶۱ درصد از شرکت کنندگان معتقد بودند که ایالات متحده «باید از عراق خارج می‌ماند».

## جدول زمانی

### مارس ۱۹۹۲
در مارس۱۹۹۲، ۵۵درصد از آمریکایی‌ها گفتند که از بازگرداندن نیروهای آمریکایی به خلیج فارس برای برکناری صدام حسین از قدرت حمایت خواهند کرد.

### ۲۰۰۱
هفت ماه قبل از حملات ۱۱ سپتامبر، نظرسنجی گالوپ نشان داد که ۵۲٪ موافق حمله به عراق هستند و ۴۲ درصد مخالف آن هستند. علاوه بر این، ۶۴ درصد گفتند که ایالات متحده باید صدام حسین را در پایان جنگ خلیج فارس برکنار می‌کرد.

### احساس پس از ۱۱ سپتامبر
پس از حملات ۱۱ سپتامبر۲۰۰۱ به ایالات متحده، نظر عمومی ایالات متحده ظاهراً برای حمله به عراق بود. بر اساس نظرسنجی سی ان ان/یو اس ای تودی/موسسه گالوب، که در ۳ تا ۶ اکتبر ۲۰۰۲ انجام شد، ۵۳٪ از آمریکایی‌ها گفتند که طرفدار حمله به عراق با نیروهای زمینی ایالات متحده در تلاش برای برکناری صدام حسین از قدرت هستند (سعد، لیدیا). همان‌طور که در نمودار زیر نشان داده شده‌است، حمایت مردم آمریکا از جنگ پس از حملات ۱۱ سپتامبر بین ۵۰ تا ۶۰ درصد در نوسان بود.
در پاسخ به این سؤال که آیا ایالات متحده باید به کشوری حمله کند که ابتدا به ایالات متحده حمله نکرده‌است یا نه، نظر افکار عمومی آمریکا با ۵۱٪ حمایت می‌شود، درحالی که وقتی عراق در این سؤال گنجانده شد، نگرش تغییر کرد و ۶۶ درصد از آمریکایی‌ها موافق هستند که ایالات متحده باید ابتدا بتواند به عراق حمله کند.
علیرغم نگرانی عمومی نسبت به عواقب جنگ، حمایت عمومی همچنان بسیار بالا بود. نگرانی‌های اولیه شامل، ۵۵ درصد آمریکایی‌ها ترس از طولانی شدن جنگ، ۴۴ درصد با در نظر گرفتن تعداد انبوه تلفات، ۶۲درصد مردم متقاعد شده‌اند که این امر باعث افزایش تروریسم کوتاه مدت در داخل کشور می‌شود، ۷۶ احساس می‌کنند که وجود خواهد داشت. خطر بیوتروریسم داخلی بیشتر است و ۳۵ نفر معتقد بودند که پیش نویس باید دوباره اجرا شود. در عین حال، ۴۰ درصد از مردم آمریکا مخالف برگزاری تظاهرات بودند، زیرا معتقد بودند که این امر موفقیت در خارج از کشور را تضعیف می‌کند. علاوه بر این، ۵۵ درصد حتی بدون حمایت سازمان ملل از جنگ حمایت کردند.

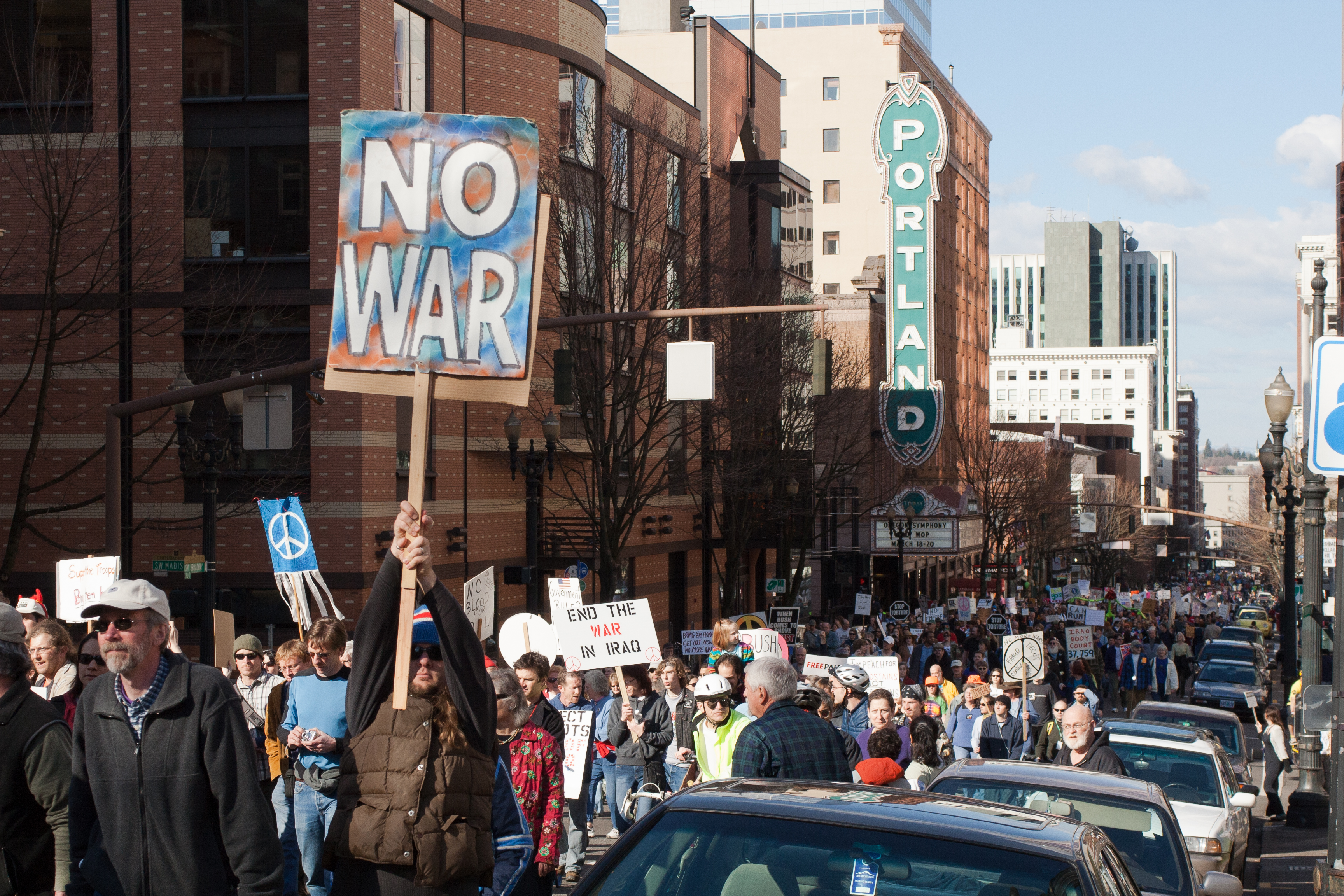
تظاهرات در پورتلند، اورگان در مارس۲۰۰۶

تقریباً دو سوم پاسخ دهندگان می‌خواستند دولت منتظر پایان بازرسی‌های سازمان ملل باشد و تنها ۳۱درصد از استفاده فوری از نیروی نظامی حمایت کردند. همین نظرسنجی نشان داد که اکثریت بر این باور بودند که عراق سلاح‌های کشتار جمعی دارد، اما انتظار نداشتند بازرسان سازمان ملل آنها را پیدا کنند. این اعداد حاکی از کاهش چشمگیر حمایت بود، زیرا دو ماه قبل، اکثر نظرسنجی‌ها نشان می‌داد که حدود دو سوم از افراد شرکت‌کننده از اقدام نظامی حمایت می‌کنند. با این حال، حدود ۶۰درصد از شرکت کنندگان در نظرسنجی همچنین در صورت لزوم از استفاده از اقدام نظامی برای برکناری صدام حسین از قدرت حمایت کردند که دقیقاً منعکس کننده نظرسنجی‌های اخیر مجله تایم، سی ان ان، فاکس نیوز، یو اس ای تودی، سی بی اس نیوز و سایر سازمان‌های خبری بود. نظرسنجی‌ها همچنین نشان داد که اکثر آمریکایی‌ها فکر نمی‌کردند که صدام با بازرسان همکاری می‌کند.
نظرسنجی‌ها همچنین حاکی از آن است که بیشتر آمریکایی‌ها همچنان مایلند شواهد بیشتری علیه عراق ببینند و بازرسی‌های تسلیحاتی سازمان ملل قبل از حمله ادامه یابد. به عنوان مثال، یک نظرسنجی خبری ای بی سی گزارش داد که تنها ۱۰درصد از آمریکایی‌ها موافق مهلت دادن به بازرسان کمتر از چند هفته بودند. ۴۱ درصد به آنها چند هفته، ۳۳ درصد چند ماه و ۱۳ درصد بیشتر از آن را ترجیح دادند.
یک الگوی ثابت در ماه‌های منتهی به حمله به رهبری ایالات متحده این بود که درصد بیشتری از مردم از جنگ قریب‌الوقوع در نظرسنجی‌هایی که فقط دو گزینه (معاون یا مخالف) ارائه می‌داد، نسبت به نظرسنجی‌هایی که حمایت را به سه یا چند گزینه تقسیم می‌کردند، حمایت کردند. (تشخیص حمایت بی قید و شرط از جنگ، مخالفت با جنگ حتی اگر بازرسان تسلیحات کار خود را انجام دهند، و حمایت اگر و فقط درصورتی که خدمه بازرسی ابتدا فرصت بررسی داشته باشند).
برخی از نظرسنجی‌ها همچنین نشان می‌دهد که اکثریت آمریکایی‌ها بر این باورند که رئیس‌جمهور بوش ادعای خود را علیه عراق مطرح کرده‌است. به عنوان مثال، نظرسنجی گالوپ نشان داد که ۶۷درصد از کسانی که سخنرانی را تماشا کردند، احساس کردند که این مورد مطرح شده‌است، که جهشی از ۴۷ درصد درست قبل از سخنرانی بود. با این حال، جمهوری‌خواهان بسیار بیشتر از دموکرات‌ها این سخنرانی را تماشا کردند، بنابراین این ممکن است بازتاب دقیقی از نظر کلی مردم آمریکا نباشد. یک نظرسنجی خبری ای بی سی تفاوت کمی را در درصد آمریکایی‌هایی که احساس می‌کردند جورج دبلیو بوش پس از سخنرانی‌اش، ادعای جنگ را مطرح کرده بود، نشان داد و این درصد در حدود ۴۰ درصد باقی ماند.

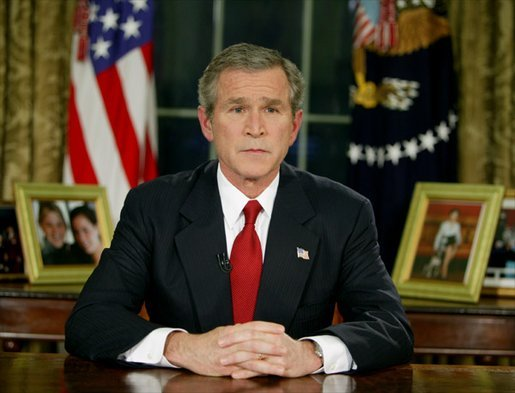
رئیس‌جمهور جورج دبلیو بوش در ۱۹ مارس ۲۰۰۳ از دفتر بیضی شکل به ملت خطاب می‌کند تا آغاز عملیات آزادی عراق را اعلام کند.مردم ایالات متحده و دوستان و متحدان ما در دام رژیم یاغی که صلح را با سلاح‌های کشتار جمعی تهدید می‌کند زندگی نخواهند کرد. کمیته سنا دریافت که بسیاری از اظهارات دولت قبل از جنگ در مورد سلاح‌های کشتار جمعی عراق توسط اطلاعات زیربنایی پشتیبانی نمی‌شد.

پس از سخنرانی پاول در ۵ فوریه در سازمان ملل، اکثر نظرسنجی‌ها، مانند نظرسنجی که توسط سی ان ان و ان بی سی انجام شد، حمایت فزاینده ای از تهاجم را نشان داد. تیم راسرت، رئیس دفتر ان‌بی‌سی در واشینگتن، گفت که افزایش حمایت‌ها «تا حد زیادی» به دلیل سخنرانی رئیس‌جمهور بوش در مورد وضعیت اتحادیه درژانویه و سخنرانی پاول در ۵ فوریه است، که اکثر بینندگان احساس می‌کنند شواهد قوی برای اقدام علیه عراق ارائه می‌دهد. محبوبیت بوش هفت امتیاز افزایش یافت و حمایت از تهاجم چهار امتیاز افزایش یافت. تنها ۲۷درصد مخالف اقدام نظامی بودند که کمترین درصد از زمان آغاز نظرسنجی‌ها در آوریل۲۰۰۲ است. درصد آمریکایی‌هایی که از تهاجم بدون حمایت سازمان ملل حمایت می‌کنند، هشت واحد افزایش یافت و به ۳۷٪ رسید. ۴۹٪ از شرکت کنندگان در نظرسنجی احساس کردند که پرزیدنت بوش کشور را برای جنگ و خطرات احتمالی آن آماده کرده‌است که جهشی ۹درصدی نسبت به ماه قبل است. نظرسنجی گالوپ نشان داد که اکثریت مردم به اشتباه معتقدند عراق مسئول حملات ۱۱ سپتامبر است.

### حمله به عراق
اگرچه احساسات طرفدار جنگ پس از ۱۱ سپتامبر بسیار بالا بود، افکار عمومی بلافاصله پس از آن تثبیت شد و اندکی بنفع جنگ بود. براساس نظرسنجی گالوپ که از اوت۲۰۰۲ تا اوایل مارس ۲۰۰۳ انجام شد، تعداد آمریکایی‌هایی که طرفدار جنگ در عراق بودند بین ۵۲ تا ۵۹ درصد کاهش یافت، در حالی که مخالفان آن بین ۳۵ تا ۴۳ درصد در نوسان بود.
چند روز قبل از حمله ۲۰ مارس، نظرسنجی سی ان ان/یو اس ای تودی/موسسه گالوب نشان داد که حمایت از جنگ به تأیید سازمان ملل مربوط می‌شود. نزدیک به شش نفر از هر ۱۰نفر گفتند که برای چنین تهاجمی «در یکی دو هفته آینده» آماده هستند. اما اگر در ابتدا حمایت سازمان ملل صورت نگرفت، این حمایت کاهش خواهد یافت. اگر شورای امنیت سازمان ملل متحد قطعنامه ای که راه را برای اقدام نظامی هموار می‌کند، را رد کند، ۵۴درصد آمریکایی‌ها طرفدار حمله آمریکا بودند. و اگر دولت بوش بدنبال رأی نهایی شورای امنیت نبود، حمایت از جنگ به ۴۷٪ کاهش یافت.
یک نظرسنجی واشینگتن پست و ای بی سی نیوز که پس از آغاز جنگ انجام شد، حاکی از حمایت ۶۲درصدی از جنگ بود که کمتر از ۷۹درصد موافق در آغاز جنگ خلیج فارس بود.
با این حال، زمانی که ایالات متحده در عملیات آزادی عراق به عراق حمله کرد، حمایت عمومی از درگیری یک بار دیگر افزایش یافت. بر اساس نظرسنجی گالوپ، حمایت از جنگ در ۲۲ تا ۲۳ مارس به ۷۲درصد رسید. از این ۷۲درصد، ۵۹درصد گزارش دادند که به شدت از جنگ حمایت می‌کنند. و اگرچه فرماندهان متحدین گفتند که هنوز شواهدی از سلاح‌های کشتار جمعی چند روز پس از تهاجم اولیه پیدا نکرده‌اند، از هر ۱۰آمریکایی ۹نفر معتقد بودند که «حداقل تا حدودی محتمل» است که ایالات متحده شواهدی از این سلاح‌ها پیدا کند.
محبوبیت پرزیدنت جورج دبلیو بوش نیز در آغاز جنگ افزایش یافت و در آغاز این درگیری ۱۳٪ افزایش یافت (اسمیت و لیندسی).

### می ۲۰۰۳
یک نظرسنجی گالوپ که از طرف سی‌ان‌انز و یواس‌ای تودی انجام شد به این نتیجه رسید که ۷۹درصد از آمریکایی‌ها جنگ عراق را با یا بدون شواهد قطعی از سلاح‌های غیرقانونی موجه می‌دانند. ۱۹درصد معتقد بودند که برای توجیه جنگ به سلاح نیاز است.

### اوت ۲۰۰۴
یک نظرسنجی در اوت۲۰۰۴ نشان داد که دو سوم(۶۷٪) از مردم آمریکا معتقدند که ایالات متحده بر اساس فرضیات نادرست وارد جنگ شده‌است.روحیه نیروهای آمریکایی دستخوش تغییراتی بوده‌است. مسائل شامل آسیب‌پذیری وسایل نقلیه هاموی و تعداد زیاد سربازان مجروح و مجروحاست.

### سپتامبر ۲۰۰۴
یک نظرسنجی سی بی اس نشان داد که ۵۴درصد از آمریکایی‌ها معتقد بودند که حمله به عراق کار درستی بود که در ژوئیه ۴۵درصد در همان نظرسنجی افزایش داشت.

### نوامبر ۲۰۰۴
در سال منتهی به انتخابات ریاست جمهوری در سال۲۰۰۴ (۳ نوامبر۲۰۰۳ و ۳۱ اکتبر ۲۰۰۴)، افکار عمومی در واکنش به رویدادهای مهم در جنگ، از جمله دستگیری صدام حسین و رسوایی زندان ابوغریب، به‌طور قابل توجهی دچار نوسان شد.. از ۳۶۴ روز خبر در سال جاری، ۳۴۸ روز شامل حداقل یک بخش بود که به عراق اشاره می‌کرد. پوشش جنگ اغلب دلایلی برای حمایت و دلایل منطقی برای درگیری فراهم می‌کرد، با مضامینی که اغلب شامل «سربازان»، «تهدید»، «آزادی»، «صلح» و «شر» می‌شد.
هاوارد کورتز، خبرنگار سی ان ان گزارش داد که پوشش خبری جنگ در ابتدای موضوع بسیار یک طرفه بود و نوشت: «از اوت۲۰۰۲ تا آغاز جنگ در ۱۹ مارس۲۰۰۳، بیش از ۱۴۰صفحه اول را پیدا کردم. داستان‌هایی که به شدت بر لفاظی‌های دولت علیه عراق متمرکز بودند: «چنی می‌گوید حمله عراق موجه است»؛ «کابینه جنگ برای حمله به عراق استدلال می‌کند»... «بوش به تهدید فوری عراق اشاره کرد»؛ بوش به سربازان می‌گوید: برای جنگ آماده شوید. در مقابل، قطعاتی که شواهد یا دلیل جنگ را زیر سؤال می‌بردند اغلب دفن می‌شدند، به حداقل می‌رسیدند یا میخکوب می‌شدند.»
این نوع پوشش بسرعت پس از نقاط عطف اصلی جنگ عراق تغییر کرد. هنگامیکه در سال۲۰۰۴ کشف شد که هیچ سلاح کشتار جمعی وجود ندارد، نیویورک تایمز بسرعت به خاطر لفاظی‌های خود عذرخواهی کرد و اظهار داشت که پوشش آن «آنطور که باید دقیق نبود» و تایمز داستان‌ها را با «ادعاهای وحشتناک» بیش از حد دربارهٔ عراق پخش کرد.».
جورج دبلیو بوش با اکثریت۵۰٫۷۴ درصد آرا در انتخابات ریاست جمهوری نوامبر۲۰۰۴ دوباره انتخاب شد.

### ۲۰۰۳–۲۰۰۴ تغییر در حمایت عمومی
آمریکایی‌ها با اکثریت قاطع پرزیدنت بوش و تصمیمات او در عراق در مرحله اصلی جنگ را تأیید کردند. این تعداد از موافقان معامله بوش با عراق در آوریل۲۰۰۳ به ۸۰درصد رسید که بالاترین نقطه آن در جنگ بود.
اما در تابستان۲۰۰۳، پس از پایان نبرد اصلی اما نیروهای آمریکایی به تلفات ادامه دادند، این تعداد شروع به کاهش کرد. از نوامبر۲۰۰۳ تا اکتبر۲۰۰۴ افکار عمومی در مورد جنگ به طور قابل توجهی متفاوت بود. حمایت عمومی «از بالاترین میزان بیش از ۵۵درصد در اواسط دسامبر بلافاصله پس از دستگیری صدام حسین به پایین‌ترین میزان یعنی ۳۹درصد در اواسط تا اواخر ژوئن درست قبل از اینکه ایالات متحده قدرت را به دولت تازه تأسیس عراق منتقل کند، رسید». بارزترین تغییر در هفته آخر مارس رخ داد که افت ۱۱واحدی داشت. این هفته جلسات استماع کمیسیون ۱۱ سپتامبر بود که شامل انتقاد ریچارد کلارک از رئیس‌جمهور جورج بوش بود.
پس از این دوره، روند عمومی تأیید عمومی نزولی بود، به استثنای معکوس شدن اواسط تابستان.

### ۲۰۰۵
در ۴ ژوئیه۲۰۰۵، شورای ملی کلیساها رسماً علیه جنگ عراق موضع گرفت و آن را ناپسند خواند و خواستار تغییر در سیاست ایالات متحده شد.

### ۲۰۰۶
یک نظرسنجی خبری سی‌بی‌اس از ۲۸تا ۳۰ آوریل۲۰۰۶، تقریباً سه سال پس از سخنرانی پرزیدنت بوش «مأموریت» انجام شد. ۷۱۹بزرگسال در سراسر کشور نظرسنجی شدند که حاشیه خطای مثبت یا منفی چهار درصد داشتند. ۳۰ درصد از شرکت کنندگان در نظرسنجی شیوه مدیریت بوش با وضعیت عراق را تأیید کردند، ۶۴ درصد مخالف بودند و ۶درصد مطمئن نبودند. ۵۱درصد از شرکت کنندگان در نظرسنجی معتقد بودند که آمریکا باید از عراق خارج می‌شد، ۴۴درصد گفتند که تهاجم کار درستی بود و ۵درصد مطمئن نبودند.
یک نظرسنجی سی‌بی‌اس / نیویورک تایمز از ۲۱ تا ۲۵ ژوئیه ۲۰۰۶ انجام شد. ۱۱۲۷ بزرگسال در سراسر کشور با حاشیه خطای مثبت یا منفی ۳درصد نظرسنجی شدند. ۳۰ درصد از شرکت کنندگان در نظرسنجی گفتند که حمله به عراق ارزش تلفات آمریکایی‌ها و سایر هزینه‌ها را داشت، در حالی که ۶۳درصد گفتند که جنگ ارزش آن را ندارد. شش درصد مطمئن نبودند. ۳۲درصد گفتند که با شیوه مدیریت جورج بوش با وضعیت عراق موافق بودند، ۶۲درصد مخالف بودند و ۶درصد مطمئن نبودند.
یک نظرسنجی سی‌بی‌اس/نیویورک تایمز از ۱۵تا ۱۹ سپتامبر۲۰۰۶ انجام شد. ۱۱۳۱ بزرگسال در سراسر کشور با حاشیه خطای مثبت یا منفی ۳درصد نظرسنجی شدند. ۵۱ درصد از شرکت کنندگان در نظرسنجی گفتند که با نگاهی به گذشته، احساس می‌کنند که ایالات متحده باید خارج از عراق می‌ماند. ۴۴درصد گفتند که آمریکا در حمله به عراق کار درستی انجام داد. پنج درصد مطمئن نبودند.
یک نظرسنجی سی‌ان‌ان توسط مؤسسه تحقیقات افکار از ۲۹ سپتامبر تا ۲ اکتبر۲۰۰۶ انجام شد. ۱۰۱۴بزرگسال در سراسر کشور نظرسنجی شدند، با حاشیه خطای مثبت یا منفی ۳٪. ۶۱درصد از شرکت کنندگان در نظرسنجی با جنگ در عراق موافق نبودند، ۳۸درصد تأیید کردند و ۱ درصد مطمئن نیستند.
یک نظرسنجی نیوزویک توسط همکاران بین‌المللی پژوهشی نظرسنجی پرینستون در ۲۶ تا ۲۷ اکتبر ۲۰۰۶ انجام شد. ۱۰۰۲بزرگسال در سراسر کشور نظرسنجی شدند، با حاشیه خطای مثبت یا منفی ۳٪. وقتی از آنچه اکنون می‌دانید پرسیدند، آیا فکر می‌کنید ایالات متحده در اقدام نظامی علیه عراق کار درستی انجام داده‌است یا خیر؟،۴۳٪ گفتند که این کار «درست» است.
یک نظرسنجی نیوزویک توسط همکاران تحقیقاتی بین‌المللی پرینستون در تاریخ ۹ تا ۱۰ نوامبر۲۰۰۶ انجام شد. از ۱۰۰۶بزرگسال در سراسر کشور نظرسنجی شد. در پاسخ به این سؤال که آیا ایالات متحده با ورود به عراق کار درستی انجام داد، ۴۱درصد پاسخ مثبت دادند، ۵۴درصد پاسخ منفی دادند و ۵درصد مطمئن نبودند. حاشیه خطا مثبت یا منفی ۳درصد بود.
نظرسنجی سی‌ان‌ان که در ۱۵ تا ۱۷ دسامبر۲۰۰۶ انجام شد، نشان داد که ۶۷درصد از نظرسنجی‌کنندگان با جنگ در عراق مخالف بودند، اما این تنها و اکثریت ۵۴درصد به خروج در سال آینده معتقد بودند. نظرسنجی لس آنجلس تایمز که چند روز قبل انجام شد نشان داد که ۶۵درصد معتقدند عراق به یک جنگ داخلی تبدیل شده‌است. همان نظرسنجی نشان داد که ۶۶درصد معتقد بودند هیچ‌یک از طرفین برنده نمی‌شوند و تنها ۲۶درصد از پاسخ دهندگان موافق بودند که آمریکا باید «تا زمانی که طول بکشد» بماند. هر دو نظرسنجی نشان داد که ۲/۳یا بیشتر از پاسخ دهندگان با مدیریت پرزیدنت بوش در جنگ موافق نیستند.

### ژانویه ۲۰۰۷
یک نظرسنجی سی بی اس از ۹۹۳بزرگسال در سراسر کشور که در ۱تا ۳ ژانویه انجام شد نشان داد که کمتر از ۱ از ۴نفر سیاست بوش در عراق را تأیید می‌کنند که ۲امتیاز بیشتر از آخرین نظرسنجی سی بی اس در دسامبر است. همین نظرسنجی نشان می‌دهد که ۸۲درصد معتقدند که دموکرات‌ها «برنامه روشنی» تهیه نکرده‌اند و ۷۶درصد معتقدند که همین امر در مورد رئیس‌جمهور بوش نیز صادق است.
یک نظرسنجی سی‌ان‌ان که در ۱۱ ژانویه انجام شد نشان داد که ۳۲درصد از ۱۰۹۳ بزرگسالی که در نظرسنجی «قوی» یا «متوسط» شرکت کردند، از افزایش برنامه‌ریزی شده در سطح نیروهای عراقی حمایت کردند، در حالی که ۶۶درصد «قاطعانه» یا «متوسط» با این طرح مخالفت کردند. سه درصد مطمئن نبودند. حاشیه خطا مثبت یا منفی سه درصد بود.

### ۲۰۰۷
در ۴ تا ۷می، سی‌ان‌ان از ۱۰۲۸بزرگسال در سراسر کشور نظرسنجی کرد. ۳۴درصد گفتند که طرفدار جنگ در عراق هستند، ۶۵درصد مخالف بودند و ۱ درصد نیز بلاتکلیف بودند. حاشیه خطا مثبت یا منفی ۳ درصد بود.
در ۶ تا ۸ اوت، سی‌ان‌ان از ۱۰۲۹بزرگسال در سراسر کشور نظرسنجی کرد. ۳۳درصد گفتند که طرفدار جنگ در عراق هستند، ۶۴درصد مخالف بودند و ۳ درصد نیز بلاتکلیف بودند. حاشیه خطا مثبت یا منفی ۳ درصد بود.
در ۱۰ تا ۱۲ سپتامبر، در نظرسنجی آسوشیتد پرس از ۱۰۰۰ بزرگسال انجام شد، ۳۳٪ با مدیریت جورج بوش در «وضعیت در عراق» موافقت کردند، در حالی که ۶۵٪ با آن مخالف بودند. در ۱۴ تا ۱۶ سپتامبر، گالوپ یک نظرسنجی انجام داد که آیا ایالات متحده در اعزام نیرو به عراق اشتباه کرده‌است یا خیر. ۵۸٪ معتقد بودند که اشتباه بوده‌است، ۴۱٪ باور نداشتند که اشتباه بوده‌است و ۱٪ نظری نداشتند.
در ۱۱ تا ۱۴ دسامبر، یک نظرسنجی وانشگتن پست از ۱۰۰۳ بزرگسال در سراسر کشور نشان داد که ۶۴٪احساس می‌کنند جنگ عراق ارزش جنگیدن را ندارد، ۳۴٪گفتند که ارزش جنگیدن را دارد و ۲٪آنها بلاتکلیف بودند. حاشیه خطا ۳درصد بود.

### ۲۰۰۸
قبل از پایان دوره ریاست جمهوری بوش و واگذاری جنگ عراق به رئیس‌جمهور بعدی، کشورهای درگیر توافقنامه وضعیت نیروها را امضا می‌کنند که در آن مشخص می‌شود که نیروهای آمریکایی به اشغال شهرهای عراق تا ۳۰ ژوئن۲۰۰۹ پایان می‌دهند و به‌طور کامل تا پایان سال۲۰۱۱ آن را ترک می‌کنند.

### ۲۰۰۹
پرزیدنت باراک اوباما با وعده انتخاباتی مبنی بر خروج نیروها از عراق بریاست جمهوری برگزیده شد. در ماه فوریه، پرزیدنت اوباما خروج اکثر نیروهای ایالات متحده را تا اوت۲۰۱۰ اعلام کرد و تمامی نیروها تا پایان سال۲۰۱۱ پس از توافق وضعیت نیروها از عراق خارج خواهند شد. در ماه ژوئن، نیروها پست‌های خود را در شهرهای عراق ترک می‌کنند و وظایف ایمنی و امنیت را بر عهده ارتش عراق می‌گذارند.

### ۲۰۱۱
در پایان جنگ عراق در سال۲۰۱۱، پیتون کریگیل، روزنامه‌نگار واشینگتن پست بیان کرد که در فضای ظاهراً مسموم سیاست آمریکا، دستور پرزیدنت اوباما برای خروج نیروهای آمریکایی از عراق در دسامبر همان سال، نمونه نادری از یک سیاست عمومی بود. تصمیمی که نشان می‌دهد ۷۸درصد از آمریکایی‌ها از این تصمیم حمایت می‌کنند.

### ۲۰۱۳
مارس۲۰۱۳ دهمین سالگرد تهاجم ایالات متحده به عراق است.

### ۲۰۱۴
افکار عمومی نسبت به موفقیت کلی تهاجم به عراق در ژانویه۲۰۱۴ به دنبال تصمیم پرزیدنت اوباما برای خروج نیروها از این منطقه به پایین‌ترین حد خود رسید. در یک نظرسنجی که توسط مرکز تحقیقات پیو انجام شد، ۵۲درصد از شرکت کنندگان در نظرسنجی گفتند که ایالات متحده در دستیابی به اهداف خود در عراق شکست خورده‌است. این نسبت به سال۲۰۱۱ که برای اولین بار این سؤال مطرح شد، نزدیک به ۲۰درصد افزایش یافته‌است.

### ۲۰۱۸
با گذشت ۱۵سال از دخالت ایالات متحده در عراق، افکار عمومی در مورد اینکه آیا این تصمیم درستی برای استفاده از نیروی نظامی بوده یا نه، جمعیت بیشتری را متفرق می‌بیند. تا مارس۲۰۱۸ ،۴۸درصد از آمریکایی‌های شرکت‌کننده در نظرسنجی پاسخ دادند که تهاجم تصمیم اشتباهی بود، ۴۳درصد گفتند که این تصمیم درست بود که ۴درصد نسبت به سال۲۰۱۴ افزایش داشت. در کنار خطوط حزبی، جمهوری خواهان از ۵۲درصد در سال۲۰۱۴ به ۶۱درصد رسیدند که گفتند آمریکا تصمیم درستی در استفاده از نیروی نظامی در عراق گرفته‌است. در آن سوی راهرو، دموکرات‌ها در دیدگاه‌های خود در مورد مناقشه نسبتاً ثابت مانده‌اند و در چهار سال گذشته تنها یک درصد تغییر کرده‌اند.